# ماني (لاعب كرة قدم)
ماني (بالإسبانية: José Manuel Esnal)‏ هو لاعب كرة قدم ومدرب كرة قدم إسباني، ولد في 25 مارس 1950 في بالماسيدا في إسبانيا.